# Завод азотних добрив у Леваканті («Таджик Азот»)
Завод азотних добрив у Леваканті («Таджик Азот») — підприємство Таджикистану, що знаходиться у місті Левакант та призначене для виробництва азотних добрив.  
Первісно було відоме як Вахшський азотно-туковий завод. Підприємство було засноване в 1964-му, почало роботу в 1967-му та пройшло модернізацію в 1972 році.  
Завод випускав аміак, на основі якого продукували карбамід.  
Під час Громадянської війни 1990-х років виробничий майданчик зупинився. 
У 2002 році український мільярдер Дмитро Фірташ, який налагодив великі торговельні зв'язки з центральноазійським регіоном, почав інвестування в хімічну промисловість та придбав контрольний пакет акцій заводу «Таджик Азот». В подальшому він увійшов до належної Фірташу OSTCHEM Group, що об'єднала підприємства в Україні, Таджикистані та Естонії. Втім, у квітні 2014-го за позовом Антикорупційного агентства Таджикистану Економічний суд Душанбе визнав угоду купівлі заводу Фірташем незаконною та недійсною. 
В 2016-му створили спільне підприємство "Нуріхої Осійо" за участі китайського інвестора компанії "Henan Zhong-Ya". Втім, у 2019-му влада Таджикистану розірвала і цю угоду.
В 2022 році оголосили про придбання заводу компанією «Осійо кемікал», про яку повідомлялось лише те, що вона створена та діє у відповідності до законодавства Таджикистану.
В 2023-му повідомлялось про завершення реконструкції та введення зводу в дію. Анонсовано, що на першому етапі майданчик зможе продукувати 90 тисяч тонн добрив на рік. В подальшому планується збільшити річну виробничу потужність до 124 тисяч тонн аміаку та 180 тисяч тонн карбаміду.
Сировиною для виробництва аміаку є природний газ, що постачався по трубопроводу Кизил-Тумшук – Душанбе. Станом на середину 2010-х останній був у аварійному стані, тому плани відновлення його роботи передбачали прокладання продовження газопроводу Душанбе – Яван.